# 레위니옹의 코로나19 범유행
다음은 레위니옹의 코로나19 범유행 현황에 대한 설명이다.

## 연혁
3월 11일, 감염증의 첫 확진 사례가 확인되었다.
3월 15일, 감염증 확진 사례가 7건으로 늘어났다.
3월 18일, 감염증 확진 사례가 14건으로 증가하였다.
3월 19일, 14건이 추가되어 총 28명이 확진 판정을 받았다.
3월 21일, 확진 판정 사례가 늘어 47명이 확진 판정을 받았다.
3월 22일, 감염증 확진 사례가 늘어 총 64명이 확진 판정을 받았다.  

## 같이 보기
- 아프리카의 코로나19 범유행
- 나라별 코로나19 범유행